# Maciej Sodkiewicz
Maciej Sodkiewicz (ur. 24 sierpnia 1978 w Tczewie) – polski kapitan jachtowy, absolwent Wydziału Automatyki i Robotyki Politechniki Gdańskiej. W 2015 dopłynął na pokładzie jachtu Barlovento II najdalej na północ w historii światowego żeglarstwa. Pomysłodawca wyprawy arktycznej Rosyjska Arktyka Sekstant Expedition 2013. Pływał m.in. po Alasce, Spitsbergenie, Antarktydzie, Grenlandii, wokół Islandii, Przylądka Horn oraz Patagonii, dotarł do Afryki Zachodniej. Przepłynął Ładogę, Onegę, Kanał Białomorsko-Bałtycki i Morze Białe.

## Osiągnięcia i nagrody
- 2012 – prezydent Bronisław Komorowski odznaczył kpt. Macieja Sodkiewicza Brązowym Krzyżem Zasługi za wkład w rozwój polskiego żeglarstwa
- 2013 – nominacja w plebiscycie Travelery 2013 za dopłynięcie do Ziemi Franciszka Józefa, trudno dostępnego archipelagu, który do niedawna był zamkniętym terenem militarnym. Załoga dopłynęła najdalej na północ ze wszystkich polskich wypraw[4].
- 2014 – nagroda Conrady – Indywidualności Morskie[5]
- 2015 – 6 sierpnia 2015 o godz 17.17[6] dowodząc jachtem sportowym Barlovento II pożeglował najdalej na północ w historii światowego żeglarstwa, osiągając rekordową pozycję 82°37′N[7].
- 2017 – laureat szóstej edycji Nagrody im. Kapitana Leszka Wiktorowicza[1][8]